# Bububu no Bobobó
Bububu no Bobobó é um filme brasileiro de 1980 do gênero comédia dramática, escrito e dirigido por Marcos Farias.
O projeto original, assinado com a Embrafilme em dezembro de 1978, tinha como nome do filme: "Tem Bububu no Bobobó". Sua principal locação foi no Teatro Municipal de Niterói e o longa-metragem foi lançado no cinema Santa Clara, em Ilhéus, no dia 17 de abril de 1980.

## Enredo
Um empresário, dono de teatro, monta um espetáculo no estilo revista, que se torna um fracasso de público. Em dificuldade financeira, ocorre a dissolução do grupo teatral, além de inúmeros problemas com o pagamento ao elenco, fornecedores e credores.

## Elenco
Lista completa:
- Angela Leal
- Nelson Xavier
- Rodolfo Arena
- Carvalhinho
- Gracinda Freire
- Colé
- Nick Nicola
- Ankito
- Wilson Grey
- Silveirinha
- Dercy Gonçalves
- Nélia Paula
- Mara Rúbia
- Ligia Diniz
- Jalusa Barcellos
- Álvaro Guimarães
- Eliana Dutra
- Ivete Niloski
- Toni Ferreira
- Michele Naili
- Silva Filho
- Sebastião Lemos
- Elias Tavares
- Ana Paula
- Saul Lachtermacher
- Mariano Porquetes
- Tânia Persia
- Debby Growald
- Elvira Falcão
- Leda Borges
- Claudia Freitas
- Rosane Amorin
- Monica Shmidt
- Eliane Macedo
- Clarisse Terra
- Erika Majella
- Dolores Fernandes
- Carlinhos do Pandeiro
- Maria da Penha
- Nilsa da Silva
- Luzinele
- Claudia Sanã
- Piná
- Ana Maria
- Vera Maria Hastenrieter
- Vera Maria Oliveira
- Angela Helena
- Leni dos Santos
- Regina Profeta
- Damiana Mendes
- Tereza Cristina